# Eonychus flavae
Eonychus flavae är en spindeldjursart som beskrevs av Meyer 1987. Eonychus flavae ingår i släktet Eonychus och familjen Tetranychidae. Inga underarter finns listade i Catalogue of Life.